# وسلی کوریر
وسلی کوریر (به انگلیسی: Wesley Korir)، متولد ۱۵ نوامبر ۱۹۸۲ سیاستمدار و دونده دوی استقامت (مسافت طولانی) کشور کنیا است، که در مسابقات دوی جاده تخصص دارد. او در ۱۶ آوریل ۲۰۱۲ توانست ماراتن بوستون را در ۲ ساعت و ۱۲ دقیقه و ۴۰ ثانیه برنده شود.
وی پیش از این در سالهای ۲۰۰۹ و ۲۰۱۰ در ماراتن لس آنجلس پیروز شده بود، این اولین پیروزی پشت سر هم در هشت سال گذشته بود
وی با ثبت رکورد شخصی ۲ ساعت و ۶ دقیقه و ۱۵ ثانیه در ماراتن شیکاگو ۲۰۱۱ مقام دوم را کسب کرد.
و این رکورد شخصی را در ماراتن شیکاگو ۲۰۱۲ با ۲ ثانیه بهبود بخشید. کوریر در انتخابات عمومی سال ۲۰۱۳ کنیا، کوریر به کرسی مجلس ملی انتخاب شد.
و در سال ۲۰۱۷ این صندلی را از دست داد.

## حرفه دو و میدانی

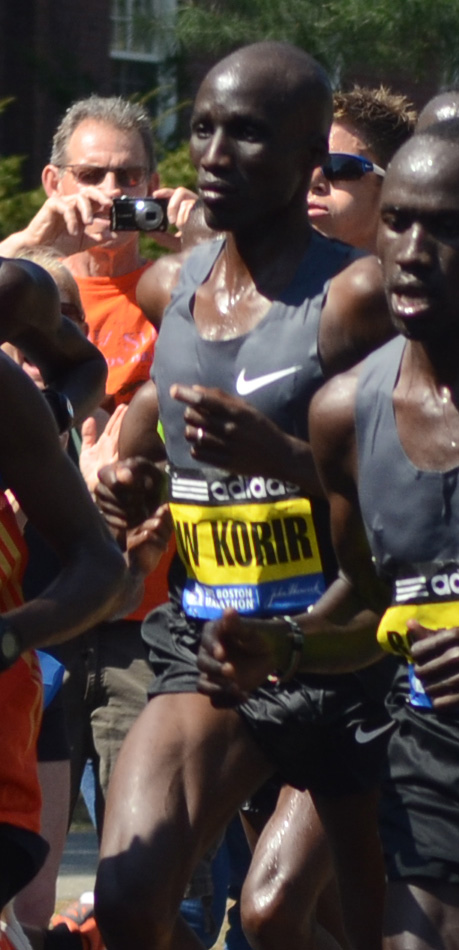
وسلی کوریر در ماراتن بوستون، ۲۰۱۲

کوریر در ۱۵ نوامبر ۱۹۸۲ در کیتاله متولد شد منطقه Trans-Nzoia
در دوران جوانی، مسیر ۵ مایلی (۸ کیلومتری) خانه تا مدرسه را می‌دوید و برای ناهار یا کارهای خانه اغلب وقت‌ها می‌دوید
با این حال، او قبل از دوران دبیرستان هیچ وقت به رقابت نپرداخته بود.
او در سال ۲۰۱۳ برای اولین بار بدون قصد بازگشت به وطن، به آمریکا سفر کرد.
کویر بعد از پایان کار دانشگاهی خود وارد ماراتن شد. او در اکتبر ۲۰۰۸ بدون تجربه قبلی، در ماراتن شیکاگو شرکت کرد. کوریر در ان مسابقه با ثبت رکورد ۲:۱۳:۵۳ در بخش آزاد مسابقه توانست مقام اول را کسب کند.
او سپس در مه سال ۲۰۰۹ در ماراتن لس آنجلس حضور پیدا کرد و با رکورد ۲:۰۸:۲۴ که در آن زمان سریعترین ماراتن دوومیدانی در ایالت کالیفرنیا بود برنده شد.
او در مارس ۲۰۱۰ برای دومین بار قهرمانی خود را تکرار می‌کند و در مسابقات شیکاگو در سال‌های ۲۰۰۹، ۲۰۱۰، ۲۰۱۱ و ۲۰۱۲ به قدرتمندی خود در مسابقات دو و میدانی ادامه می‌دهد. از جمله دستاوردهای وسلی، کسب مقام دوم در ۲۰۱۱ در زمان ۲:۰۶:۱۵ و مقام پنجم در ۲۰۱۲ در ۲:۰۶:۱۳ می‌باشد.
کوریر مهمترین پیروزی خود تا به امروز را، در ماراتن بوستون ۲۰۱۲ بدست آورد، جایی که او یک مسابقه تاکتیکی قوی را در زیر گرمای شدید برگزار کرد.
در ماراتن ۲۰۱۲ شیکاگو او از محبوبترین شرکت کنندگان مسابقه بین علاقه‌مندان ماراتن بود اما در نیمه دوم مسابقه توسط قهرمانان سرشناس مسابقه پشت سر گذاشته شد و با رکورد ۲:۰۶:۱۳ ساعت نفر پنجم آن دوره شد. هرچند این زمان، یک رکورد جدید شخصی برای او بود

## زندگی سیاسی
در سال ۲۰۱۳، کوریر به‌عنوان یک کاندیدای مستقل به نمایندگی از حوزه انتخابیه چرنگای(Cherangany) به‌عنوان عضو پارلمان کنیا انتخاب شد.
هرچند وی به عنوان یک فرد مستقل انتخاب شد، اما در سال ۲۰۱۶ به عضویت حزب یوبیل درآمد.
سرانجام در سال ۲۰۱۷ وسلی کوریر نمایندگی حوزه انتخابیه چرنگانی را از دست داد
در مدت زمان حضور وی در پارلمان کنیا سعی کرد با کشاورزان لبنیات چرنگانی برای بهبود و تقویت عملکرد آن‌ها همکاری کند. داستان کوریر از دونده نخبه تا سیاستمدار در سال ۲۰۱۴ به یک مستند تبدیل شد.
کوریر در زمان نمایندگی خود در مجلس، پروژه تمیز کردن آب حوزه انتخابی خود و کل کشور کنیا را بر عهده گرفت. به همین منظور، او در اوت ۲۰۱۳ به مدت کوتاهی به لوئیزویل بازگشت تا با افراد، مشاغل و سازمانهای غیرانتفاعی در آن منطقه همکاری کند تا در این کار به او کمک کند و در زمینه تعمیر پمپ‌های آب آموزش ببیند. به گفته کوریر، یک گروه سوئدی در اوایل دهه ۱۹۹۰ پمپ‌هایی را در روستاهای سراسر منطقه خود نصب کرده بوند، اما بسیاری از آن‌ها خراب شدند و بیش از ۱۵ سال بود که آب رسانی نمی‌کردند

## زندگی شخصی
کوریر پسر Nehemiah Kipkorir Koros است.
وی قبل از انتقال به دانشگاه لوئیزویل در دانشگاه ایالتی موری حضور یافت و در دسامبر ۲۰۰۸ با مدرک لیسانس زیست‌شناسی فارغ‌التحصیل شد. او یک شهروند کنیا، و یک مقیم دائم ایالات متحده است.
کوریر در مارس ۲۰۱۰ با یک دونده کانادایی تارا مک کی، هم تیمی سابق خود در تیم دو و میدانی لوئیزویل ازدواج کرد و صاحب سه فرزند مک کیلا، جیدن و بن شد.
او و همسرش بنیاد کودکان کنیا را برای بهبود آموزش و مراقبت‌های بهداشتی در وطن خود تأسیس کردند و آن‌ها در ساخت بیمارستان جدید در زادگاه کوریل، کیتاله کمک کردند آن‌ها در دوره پنج ساله مسئولیت وی در کنیا به‌طور تمام وقت آنجا زندگی کردند.
کوریر در خرید دو تن ماهی قبل از مسابقه شهرت دارد. گفته می‌شود یکی از آن‌ها را قبل از مسابقه و دومی را بعد از مسابقه می‌خورد اما اغلب آن‌ها را به خانواده‌های بی خانمان اهدا می‌کرد.

## دستاوردها
| سال برگزاری | عنوان مسابقه       | محل برگزاری | مقام کسب شده | زمان بدست آمده |
| ----------- | ------------------ | ----------- | ------------ | -------------- |
| ۲۰۰۸        | شیکاگو ماراتن      | شیکاگو      | نفر چهارم    | ۲:۱۳:۵۳        |
| ۲۰۰۹        | لس آنجلس ماراتن    | لس آنجلس    | نفر اول      | ۲:۰۸:۲۴        |
| ۲۰۰۹        | شیکاگو ماراتن      | شیکاگو      | نفر ششم      | ۲:۱۰:۳۸        |
| ۲۰۱۰        | لس آنجلس ماراتن    | لس آنجلس    | نفر اول      | ۲:۰۹:۱۹        |
| ۲۰۱۰        | ۲۰۱۰ شیکاگو ماراتن | شیکاگو      | نفر چهارم    | ۲:۰۸:۴۴        |
| ۲۰۱۱        | لس آنجلس ماراتن    | لس آنجلس    | نفر چهارم    | ۲:۱۳:۲۳        |
| ۲۰۱۱        | ۲۰۱۱ شیکاگو ماراتن | شیکاگو      | نفر دوم      | ۲:۰۶:۱۵        |
| ۲۰۱۲        | ۲۰۱۲ بوستون ماراتن | بوستون      | نفر اول      | ۲:۱۲:۴۰        |
| ۲۰۱۲        | ۲۰۱۲ شیکاگو ماراتن | شیکاگو      | نفر پنجم     | ۲:۰۶:۱۳        |
| ۲۰۱۳        | ۲۰۱۳ بوستون ماراتن | بوستون      | نفر پنجم     | ۲:۱۲:۳۰        |
| ۲۰۱۵        | ۲۰۱۵ بوستون ماراتن | بوستون      | نفر پنجم     | ۲:۱۰:۴۹        |
| ۲۰۱۶        | ۲۰۱۶ بوستون ماراتن | بوستون      | نفر چهارم    | ۲:۱۴:۰۵        |
| ۲۰۱۷        | ۲۰۱۷ بوستون ماراتن | بوستون      | نفر پانزدهم  | ۲:۱۸:۱۴        |